# Jungle Smile
Jungle Smile（ジャングル スマイル）は、高木郁乃と吉田ゐさおの2人からなる、日本の音楽ユニット。1994年、結成。2002年、活動休止。
ユニット名の由来は「殺伐としたジャングルのような都会でもいつも笑顔でいられる」という高木郁乃の想いから。
所属レコード会社はビクターエンタテインメント。レーベルはSPEEDSTAR RECORDS。
後述のように活動休止以降も単発的に活動を継続している。

## 経歴
1994年11月、結成。1995年10月、ヤマハ THE 4th ミュージッククエストJAPAN FINAL優秀賞を「チェリーボーイ」での受賞を機にSPEEDSTAR RECORDSと契約。
1996年11月、シングル「風をおこそう」でメジャー・デビュー。1997年3月にリリースした2ndシングル「片思い」で同年の全日本有線放送大賞新人賞を受賞。
1998年、5thシングル「おなじ星」リリース。アニメやCMタイアップになったことでスマッシュヒット、テレビ出演が増える。
1999年6月、高木が声帯結節のため活動休止。11月、レベッカのトリビュート・アルバムに参加し活動再開。
2002年12月18日、DVD「ジャンスマシネマ」発売と同時に活動休止。
2011年11月21日、デビュー15周年を記念し、当日はかつてのラジオレギュラー番組「のほほん喫茶」を渋谷J-POP CAFÉで一夜限りの復活。「Jungle Smile 15周年特別企画『帰ってきた〜のほほん喫茶〜』」と題し実施。当初は当時のリスナーを集めたパーティー形式で行う予定だったが、イベントのチケットが即日完売するなど反響が非常に大きかったことから、急遽当日の模様がUstreamで生中継されることが決定。
2013年10月7日 - 12月26日にかけて、K-mixで放送されたラジオドラマ『新静岡セノバ presents セノバスマイルストーリー』のテーマソングとして、12年振りの新曲「流星スペクタクル」「理由は要らない」がオンエアされる。また、同曲が公式サイトにて視聴可能となる。
2014年2月8日、K-mix開局30周年記念として開催されたライブ「再会」にて、「流星スペクタクル」をシングルCDとして配布。現在、同CDはメルカリでオフィシャル出品されている。
2016年11月21日、デビュー20周年特別企画「ジャンスマ、成人式」を東京キネマ倶楽部にて昼夜2公演行う。来場者には新曲「おおるり おおぞら」を含む「のほほん喫茶」を模したトークCDが配布された。

## メンバー
高木 郁乃（たかぎ いくの、1975年6月29日 - ）
作詞、ボーカル。神奈川県横須賀市生まれ、新潟県妙高高原町（現在は妙高市）育ち。
Jungle Smile活動中の2002年には、単独で映画『Tokyo.sora』へ出演したことがある。Jungle Smile活動休止後の2004年、CMソングの製作にボーカルとして参加する。2006年にチャリティーコンサートにゲスト参加し「抱きしめたい」を歌唱。翌年も同コンサートに参加、「抱きしめたい」「風をおこそう」を歌唱。2008年の同コンサートでは高木いくのとして正式にクレジットされ、「恐竜のヘリコプター」「希望」「おなじ星」「抱きしめたい」、この日のために作った「生きる」の5曲を歌唱。ソロ活動を準備中であること、本人によるホームページが開設されることが表明された。
2011年6月2日 より、FM-NIIGATA『Nature City 妙高』で、ラジオパーソナリティを務める。
吉田ゐさお（よしだ いさお、本名、吉田功、1972年10月1日 - ）
作曲、編曲、コーラス、Region Conduct等。群馬県高崎市出身。
Jungle Smile活動休止後は作曲・編曲家、音楽プロデューサー、舞台俳優として幅広い分野で活動中。2006年にはCORE OF SOULの飯塚啓介と音楽ユニット「マイコン兄弟」を結成。

## ディスコグラフィー

### シングル
1. 風をおこそう（1996年11月21日）
  1. 風をおこそう（作詞：高木郁乃・芹沢類／作曲：吉田功／編曲：吉田功・小森茂生
    - KTV系「快傑えみちゃんねる」エンディングテーマ
    - 名古屋NSCカレッジ CMソング

  2. チェリーボーイ（作詞：高木郁乃／作曲・編曲：吉田功）
  3. 風をおこそう（練習用）
2. 片思い（1997年3月21日）オリコン47位、登場回数13回
3. 冒険（ロマン）（1997年6月21日）オリコン83位
  1. 冒険（ロマン）（作詞：高木郁乃・芹沢類／作曲：Jungle Smile／編曲：吉田ゐさお・ZAK）
  2. ランドセル（作詞：高木郁乃／作曲・編曲：吉田ゐさお）
  3. 冒険（ロマン）（お稽古用）
4. 小さな革命（1998年1月21日）オリコン49位
  1. 小さな革命[5:24]（作詞：高木郁乃／作曲・編曲：吉田ゐさお）
  2. 水たまり[4:50]（作詞：高木郁乃／作曲・編曲：石川鉄男・吉田ゐさお）
  3. 小さな革命（お稽古用）[5:26]
5. おなじ星（1998年6月24日）オリコン27位、登場回数17回
6. 白い恋人（1998年11月26日）オリコン39位
  1. 白い恋人[5:33]（作詞：高木郁乃／作曲・編曲：吉田ゐさお）
    - 日本航空「JAL SKI'99 北海道」CMソング、TBS系列COUNT DOWN TVエンディングテーマ

  2. 白い恋人(Dod's Booster Remix)[7:46]
  3. 白い恋人（お稽古用）[5:33]
7. 翔べ! イカロス（2000年2月23日）オリコン53位
8. 祈り（2000年5月24日）オリコン83位
  1. 祈り（Single Version）[5:30]（作詞：高木郁乃／作曲・編曲：吉田ゐさお）
  2. なんてバカな女だろう（Showcase Style）[10:34]（作詞：高木郁乃／作曲・編曲：吉田ゐさお）
  3. 祈り（表裏一体Mix）[5:05]（作詞：高木郁乃／作曲・編曲：吉田ゐさお）
  4. 祈り（お稽古用）[5:27]
9. 16歳（2000年11月16日）オリコン67位
  1. 16歳[5:32]（作詞：高木郁乃／作曲・編曲：吉田ゐさお）
  2. メルヘン[4:08]（作詞：高木郁乃／作曲・編曲：吉田ゐさお）
  3. 16歳（お稽古用）[5:31]
10. 抱きしめたい（2001年5月23日）[2]オリコン40位
  1. 抱きしめたい[5:38]（作詞：高木郁乃／作曲・編曲：吉田ゐさお）
    - テレビ東京『超GALS!寿蘭』エンディングテーマ、KBS京都テレビ『故郷〜京都から21世紀のアジアへ』エンディングテーマ

  2. 東京、さびしんぼ。[6:24]（作詞：高木郁乃／作曲・編曲：吉田ゐさお）
  3. 抱きしめたい（お稽古用）[8:08]
  4. （エンハンスド）秘蔵!! 吉田ゐさお自らの総合演出による、「東京、さびしんぼ。」蔵出しミュージック・ビデオ
11. 流星スペクタクル（2014年2月8日）※K-mix開局30周年記念　Jungle Smile コンサート「再会」にて配布
  1. 流星スペクタクル（作詞：高木いくの／作曲・編曲：吉田ゐさお）
    - K-mixラジオドラマ「セノバスマイルストーリー」主題歌。

  2. 理由は要らない（作詞：吉田ゐさお／作曲・編曲：吉田ゐさお）
  3. 流星スペクタクル（お稽古用）
  4. 理由は要らない（お稽古用）

### アルバム
1. 虹のカプセル（1997年7月24日）
2. 林檎のためいき（1998年9月2日）
3. 夏色シネマ（1999年6月23日）
4. あすなろ（2000年3月23日）
5. ジャンスマポップ 〜シングル集〜（2001年7月18日）ベスト・アルバム

### DVD
1. ジャンスマシネマ〜東京ライブ・ノーカット版&クリップ全集 （2002年12月18日）

### 楽譜
1. BAND SCORE Jungle Smile シングルコレクション（ヤマハミュージックメディア）
2. ギター弾き語り Jungle Smile シングルコレクション（ヤマハミュージックメディア）
3. ピアノ弾き語り Jungle Smile シングルコレクション（ヤマハミュージックメディア）
4. 混声四部合唱 「翔べ!イカロス」 （ソラシドガクフ出版）

## 過去に出演したラジオ番組
- MBSヤングタウン（MBSラジオ）
  - 高木のみ。ぜんじろう、高山トモヒロと共に日曜日を担当
- Jungle Smileのほほん喫茶（JFN）
- Jungle Smileちょっとそこまで （TOKYO FM）

## 関連性の多いアーティスト
- いきものがかり
- 乙葉 - 2002年5月22日発売の1stアルバム「OtohaCD Volume1」で「おなじ星」をカヴァー。
- 欅坂46
- コアラモード.
- Cocco
- 瀧川ありさ
- ミオヤマザキ